# Sjöräddning

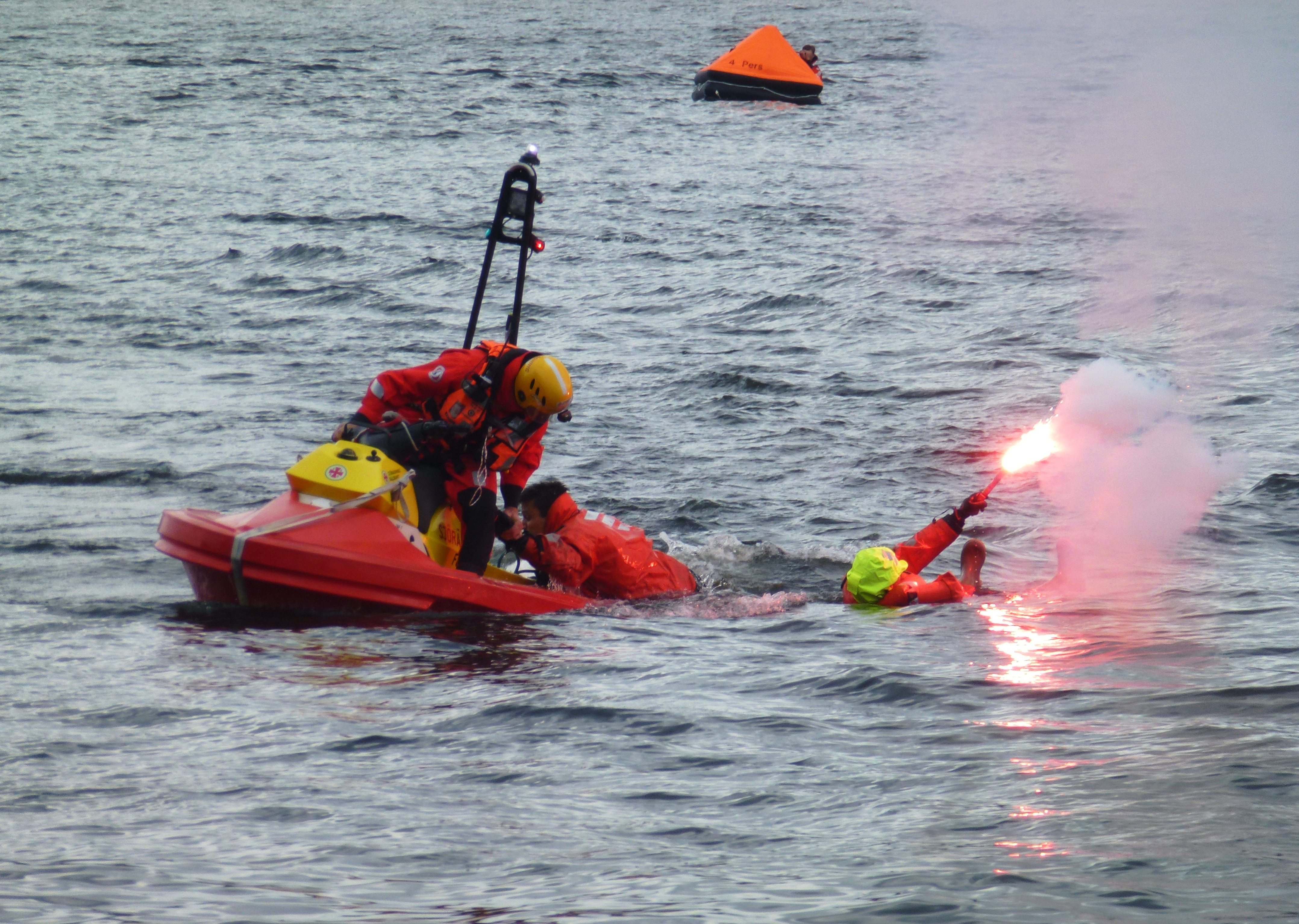
Sjöräddningsövning med en rescuerunner på Stockholms ström.

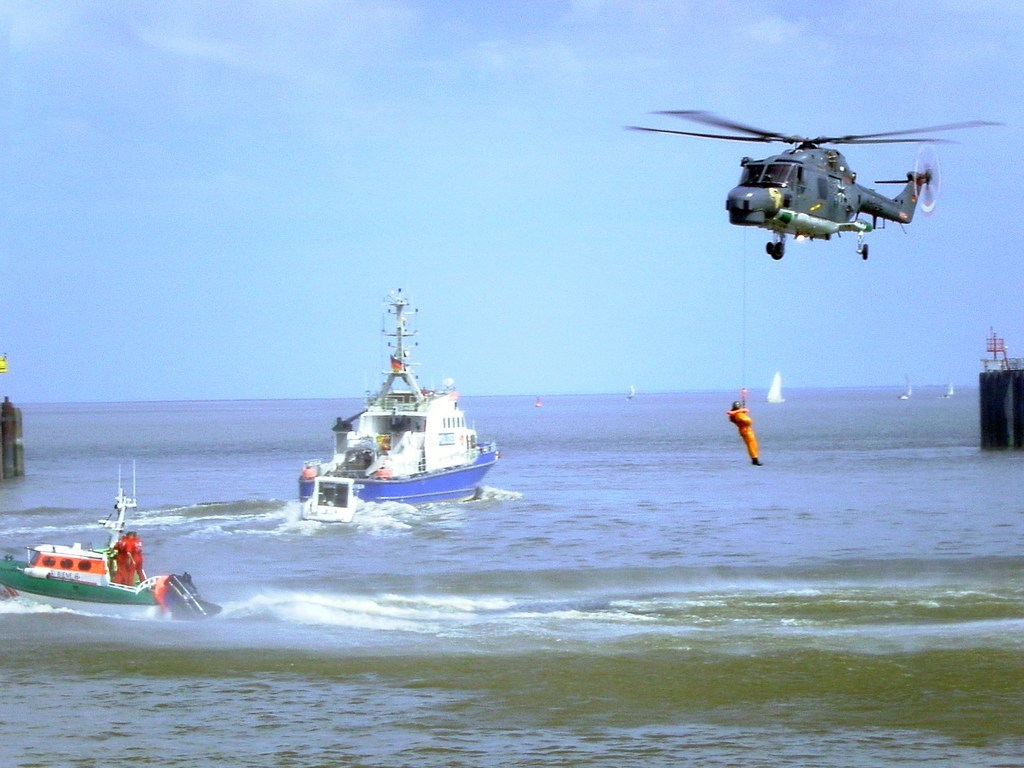
Sjöräddningsövning i Tyskland

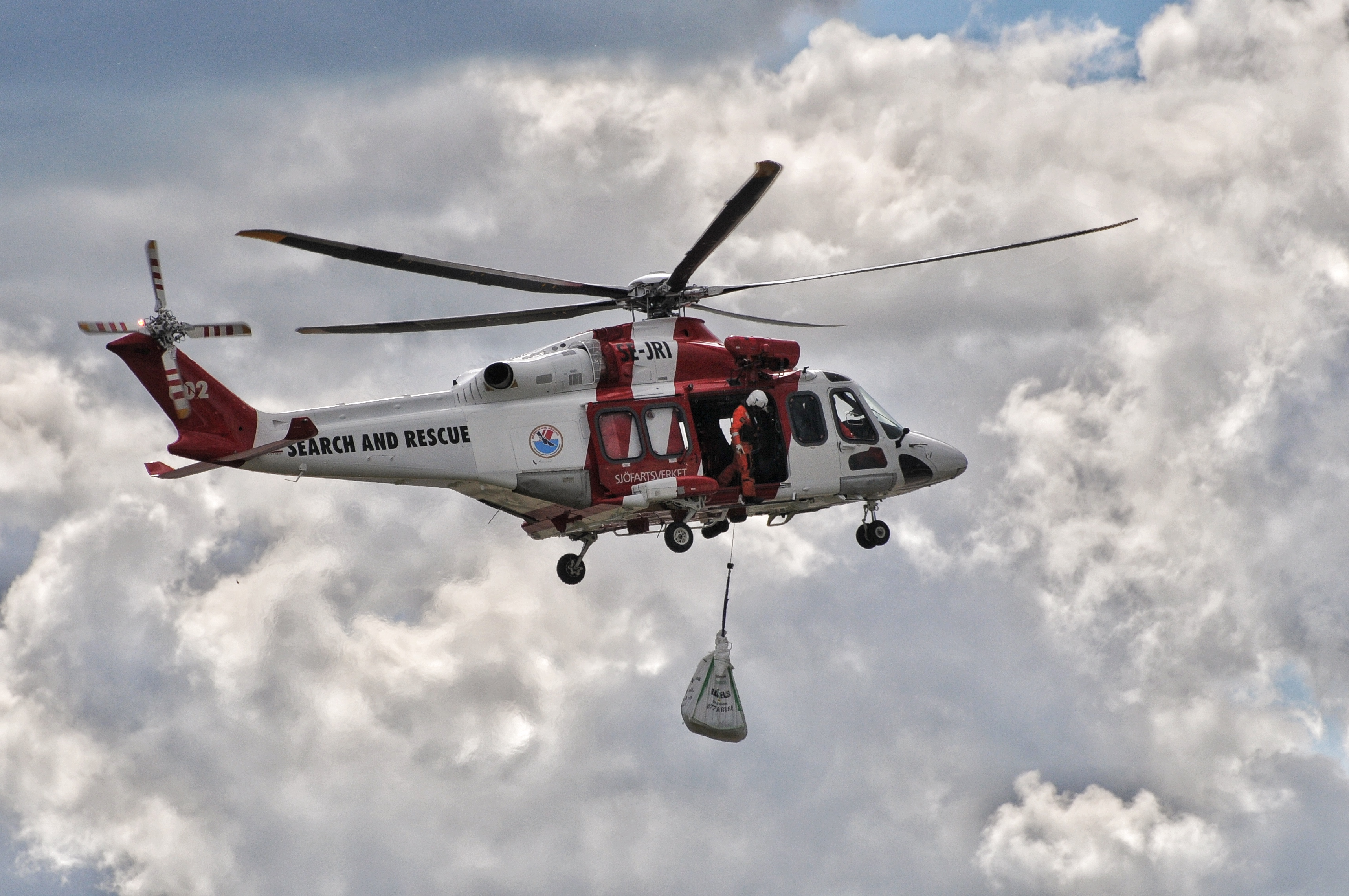
Övning med en av svenska Sjöfartsverkets räddningshelikopter av typ Leonardo AW 139

Sjöräddning innebär efterforskning och räddning av människor som är eller kan befaras vara i sjönöd eller i farosituationer till havs. Definitionen varierar något från land till land, även om verksamheten i grunden regleras av Sjöräddningskonventionen.
Den internationellt använda termen Search and Rescue (SAR) innefattar också flygräddning, fjällräddning och urban sök och räddning.
Staten svarar i varje land för att sjösäkerhet organiseras, inklusive att en eller flera sjöräddningscentraler (MRCC), eller en eller flera gemensamma flyg- och sjöräddningscentraler (JRCC) etableras. Det operativa räddningsarbetet med flygfarkoster och fartyg sköts av många aktörer.

## Historik

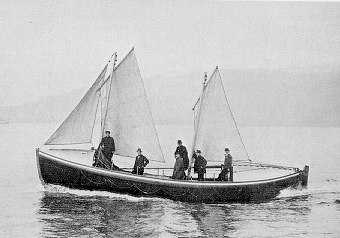
Motordriven räddningsbåt inom Kanadas kustbevakning, 1907

Ansträngningar att organisera räddningsoperationer för nödställda till sjöss har förekommit mycket länge. Påven Pius V utfärdade 1566 en bulla ställd till världens kustbefolkning att göra sitt yttersta för att rädda nödställda sjömän samt fartygen och deras last.
Organiserad sjöräddning kan ledas tillbaka till 1824, då ett livräddningssällskap med frivilliga medlemmar grundades i England. Först med bildandet av Royal National Lifeboat Institution 1850, även det en frivilligorganisation, växte organiserad sjöräddning till en någorlunda stabil organisation. Under 1860- och 1870-talen uppstod liknande livräddningssällskap i bland andra Frankrike, Tyskland och USA, varav många med tiden helt eller delvis förstatligades. Danmark och Nederländerna var tidiga med att inrätta sjöräddningsstationer.

## Sjöräddning i Danmark
Søredningsvæsendet inrättades 1852.
Søværnet, den danska marinen, svarar sedan 2012 för sjöräddning i danska ansvarsvatten. Kystredningstjenesten överfördes då från den civila myndigheten. Farvandsvæsenet, vilken lades ned. 
Det finns 21 statliga räddningsstationer i landet. Dessutom har Dansk Søredningsselskab omkring tolv räddningsstationer med frivilliga sjöräddare.
JRCC Danmark inrättades 2006 med placering på Søværnets Operative Kommando i Aarhus.

## Sjöräddning i Finland

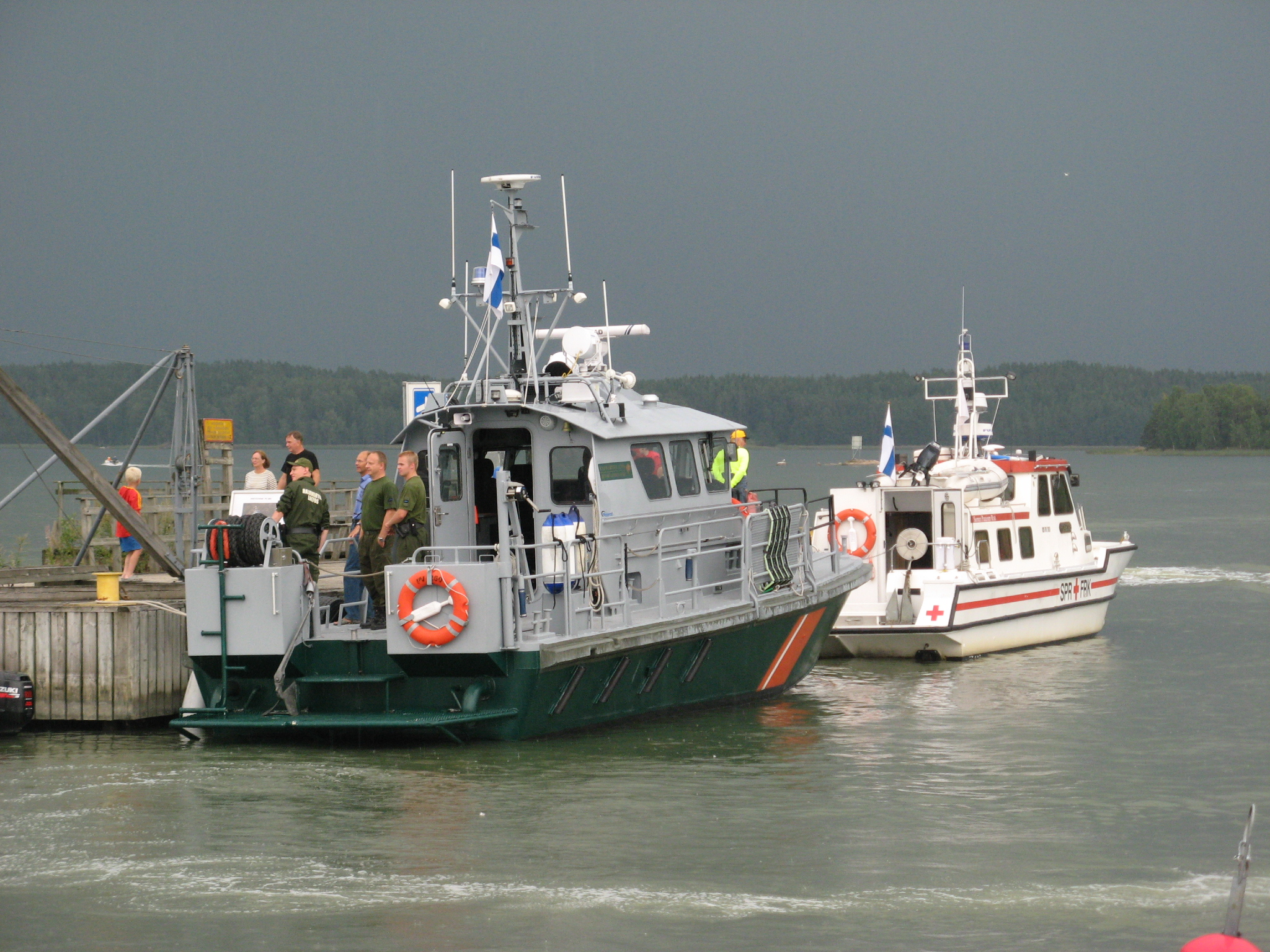
Finländskt patrullfartyg från Gränsbevakningsväsendet och Finlands Röda Kors förstaresponsbåt Caritas

I Finland regleras verksamheten genom Sjöräddningslagen (1145/2001). Ansvarig myndighet är Gränsbevakningsväsendet. Finlands Sjöräddningssällskap, genom de lokala sjöräddningsföreningarna, Ålands Sjöräddningssällskap, Sjöstridskrafterna och Sjöfartsverket deltar i verksamheten.
Sjöräddningscentralen finns i Åbo (MRCC Turku) och är underställd Västra Finlands sjöbevakningssektion, och har undercentralen MRSC Helsingfors med ansvar för Finska viken.

## Sjöräddning i Norge
Huvudartiklar: Redningsselskapet och 330. skvadron
I Norge finns två sjöräddningscentraler under Hovedredningssentralen: Joint Rescue Coordination Centre Bodø och Joint Rescue Coordination Centre Sola, nära Stavanger.
Det norska flygvapnet svarar för sjöräddningshelikoptrar genom avdelningen Redningshelikoptertjenesten, disponerar tolv Sea King-helikoptrar, vilka från 2020 har etsatts av 16 AgustaWestland AW101 SAR Queen, tillhörande 330. skvadron. 
Redningsselskapet har ett stort antal räddningsstationer utefter kusten, bemannade antingen med fast personal eller med frivilliga.

## Sjöräddning i Sverige

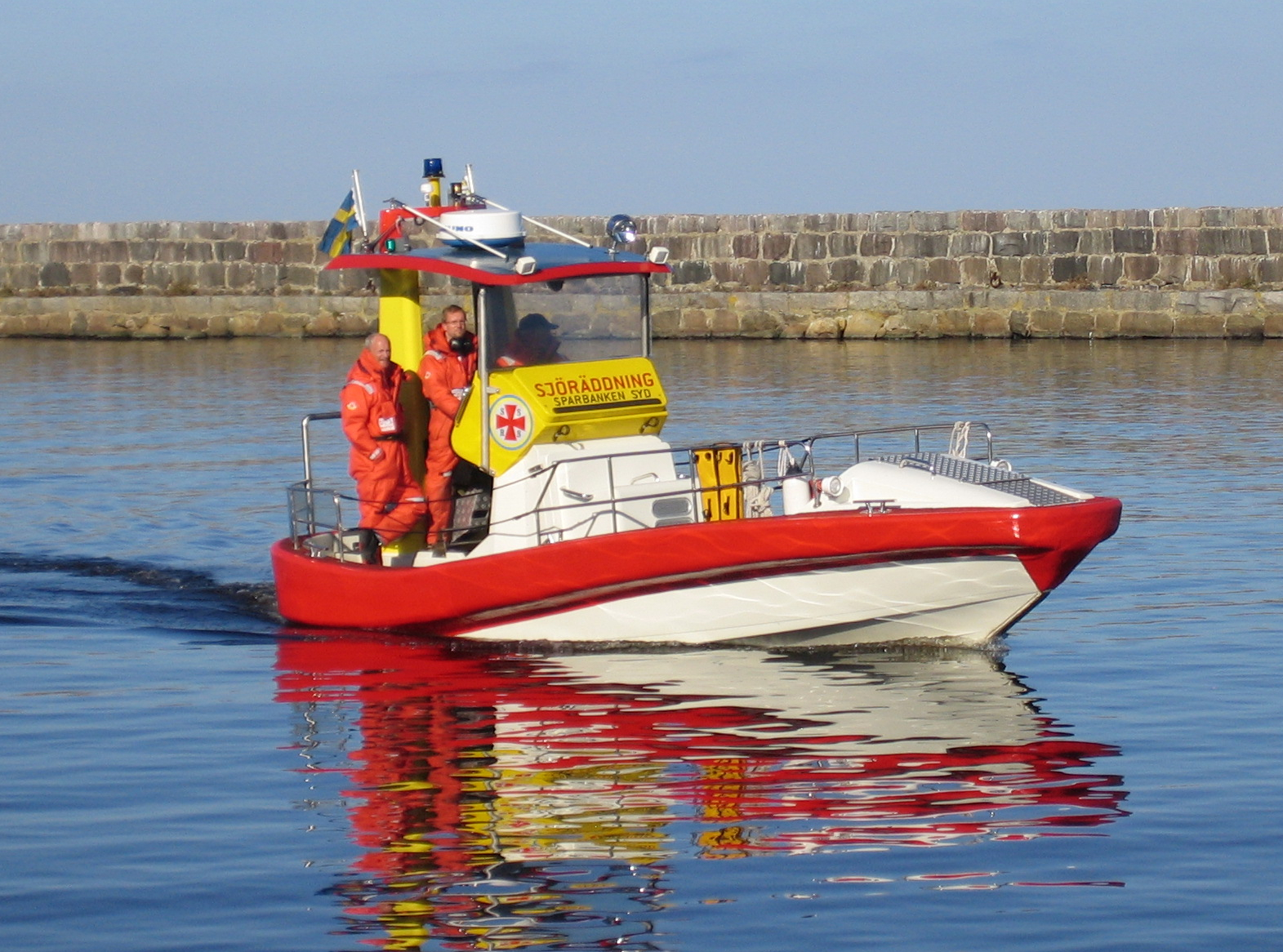
Rescue Sparbanken Syd av Gunnel Larssonklass på Räddningsstation Kivik

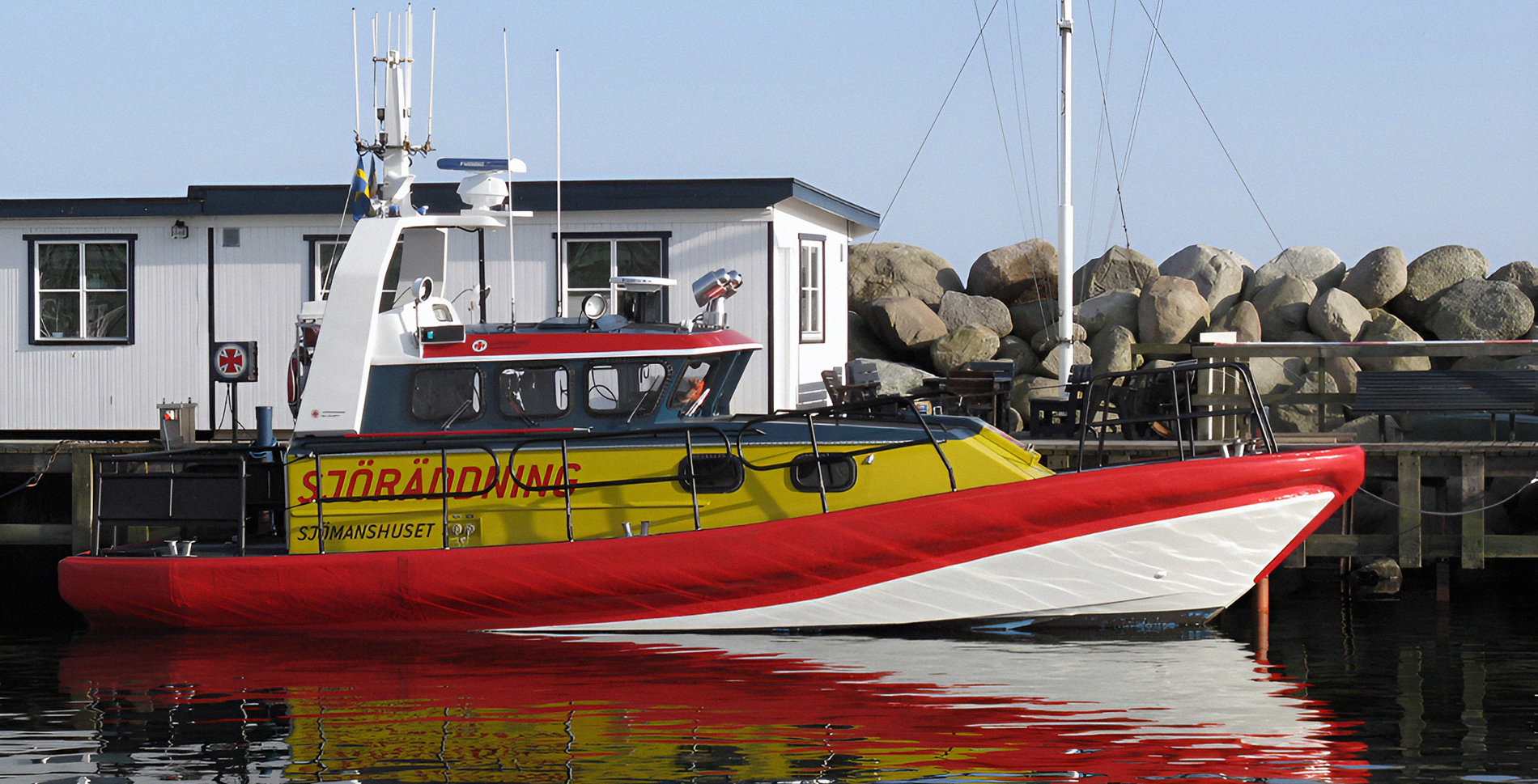
Rescue Sjömanshuset av Victoriaklass på Räddningsstation Ystad

Örlogsmannasällskapet framförde 1853 förslag om inrättande av sjöräddningsstationer i Sverige. År 1854 beviljade riksdagen medel och 1855 uppfördes de första livräddningsstationerna i Mälarhusen och Brantevik på Skånes sydöstra kust. År 1881 övertogs stationerna av Lotsverket och antalet steg efterhand för att på 1930-talet vara 18. År 1956 införlivades Lotsverket med den nybildade Sjöfartsstyrelsen, som då övertog ansvaret för stationerna. År 1904 anordnade Sveriges allmänna sjöförening tre sjöräddningsstationer på Hallands kust, och 1907 bildades Svenska Sällskapet för Räddning af Skeppsbrutne, som fram till 1933 hade inrättat 19 sjöräddningsstationer. Sjöfartsverket driver idag inte längre några räddningsstationer. År 1947 gjordes televerkets kustradiostationer till alarm- och koordineringsstationer för sjöräddningen.
I Sverige regleras sjöräddningsansvar i Lagen om skydd mot olyckor och Förordningen om skydd mot olyckor och definieras som "efterforskning och räddning av människor som är eller kan befaras vara i sjönöd och för sjuktransporter från fartyg". Enligt denna förordning ansvarar Sjöfartsverket för sjöräddningen. Sjöfartsverket är också huvudman för Sjö- och flygräddningscentralen (JRCC), en sedan 2010 integrerad samordningscentral på Käringberget i Göteborg.

### Huvudaktörer och resurser
- Sjöfartsverket svarar för alarmcentral och räddningsledning genom Sjö- och flygräddningscentralen. Det driver också en flotta av SAR-helikoptrar från ett antal helikopterflygbaser, med huvudbas på Skavsta flygplats, och disponerar över ett stort antal lotsbåtar och andra fartyg. Utbildning bedrivs på Arkö Flyg- och sjöräddningsskola.
- Kustbevakningen, som också har ansvaret för miljöräddningsinsatser till havs, har en flotta av övervakningsfartyg, andra fartyg och svävare vid ett antal kuststationer. Kustbevakningen har också tre övervakningsflygplan för medeldistans på Skavsta flygplats, vilka också är utrustade för sjöräddning.
- Sjöräddningssällskapet har omkring 230 räddningsfarkoster på 74 sjöräddningsstationer.
- Sjöpolisen har ett tiotal patrullbåtar inom Stockholms- och Göteborgsområdena.
- Försvarsmakten har en helikopterflottilj med tre baser, samt ytfartyg.
- Kommunala räddningstjänster, som ansvarar för räddningsinsatser i hamnar, har i varierande utsträckning fartyg som kan användas i öppet vatten.

## Sjöräddning i Tyskland
Deutsche Gesellschaft zur Rettung Schiffbrüchige DGzRS) är en tysk ideell organisation som har en central roll i tysk sjöräddning. Organisationen finansieras utan statligt stöd.